# Paratrogoderma mahense
Paratrogoderma mahense là một loài bọ cánh cứng trong họ Dermestidae. Loài này được Scott miêu tả khoa học năm 1926.